# تانگایل صدار
تانگایل صدار (به لاتین: Tangail Sadar) یک منطقهٔ مسکونی در بنگلادش است که در ناحیه تانگیل واقع شده‌است. تانگایل صدار ۳۳۴٫۲۶ کیلومتر مربع مساحت و ۵۲۱٬۱۰۴ نفر جمعیت دارد.